# سابایون لینوکس
سابایون (به انگلیسی: Sabayon) (نام‌های پیشین: RR4 و RR64) یک توزیع لینوکس مبتنی بر جنتو است که توسط فابیو ارکولیانی و تیم توسعهٔ سابایون ساخته شده. سابایون از فلسفهٔ بیرون از جعبه پشتیبانی می‌کند یعنی سعی دارد تا با دربرداشتن تعداد زیادی اپلیکیشن و یک سیستم عامل خودکار تنظیم شده، نیاز به نصب و تنظیمات بیشتر نداشته باشد.
این سیستم عامل منبع و سیستم مدیریت بسته‌های نرم‌افزار خود را دارد (این سیستم مدیریت نرم‌افزار آنتروپی نامیده می‌شود). سابایون لینوکس هماهنگ با هر دو معماری x86 و AMD64 توزیع می‌گردد.
لوگوی سابایون از رد پای پنگوئن تیزپای جنتو الگو برداری شده‌است.
در سابایون ۹٫۰ مدیر بستهٔ گرافیکی ریگو جایگزین سولفور شد.

## نسخه‌ها
سابایون لینوکس از نسخه ۴/۱ به بعد با دو محیط کار گنوم و کی دی ای ارائه شده‌است، از سوی دیگر همیشه میز کار فوق سبک Fluxbox نیز در کنار این محیط کارها قرار داده می‌شود (در نسخه‌های قبلی هر سه محیط کار در یک دی وی دی موجود بودند). البته از همان نسخه‌های اولیهٔ، سابایون با میز کارهای دیگر چون Xfce و LXDE نیز ارائه می‌شود. سابایون در ابتدا با CoreCD ارائه می‌شد و اما کمی بعد CoreCD را قطع و آن را در قالب CoreCDX یا همان fluxbox و محیط کارهای بدون X Window ادامه داد. نسخهٔ سرور این سیستم عامل با کرنل مناسب برای سرورها ارائه می‌شود. آخرین نسخهٔ سابایون روزانه برای تست و بررسی ارائه می‌شود و اما نسخهٔ پایدار آن هر هفته جهت دانلود در دسترس همه قرار می‌گیرد. سایر انواع محیط کارها مانند سینامون نیز در مخازن سابایون موجود هستند و هر کاربر بنا به سلیقه و نیاز خود می‌توان آنها را بر روی سیستم خود راه‌اندازی کند.

## پیکر بندی
سابایون لینوکس از اجزاء اصلی مشابه لینوکس جنتو استفاده می‌کند، بنابراین تمامی ابزارهای جنتو مانند etc-update و eselect کاملاً در سابایون نیز کاربردی هستند. از سوی دیگر سابایون به سایر سیستم‌های پیکربندی خودکار مانند OpenGL نیز مجهز می‌باشد. در مورد پشتیبانی از کارت‌های تصویر نیز این سیستم عامل درایورهای مختص خود را برای کارت‌های تصویر ATI و nVidia دارد، در شرایطی که که کارت گرافیک هماهنگ نیست سابایون از درایورهای متن بار پیش فرض استفاده می‌کند؛ بنابراین به منظور تنظیم خودکار تصویر در محیط کار گنوم از Compiz Fusion و در کی دی ای از KWin استفاده می‌شود. از سوی دیگر شناسایی و راه‌اندازی بسیار از سخت‌افزارها مانند کارت‌های شبکه و بی‌سیم و وب کم نیز به صورت خود کار انجام می‌شود. چاپگرها نیز به صورت خود کار شناسایی می‌شوند و گاهی لازم است به کمک محیط کار CUPS تنظیمات بسیار جزئی روی آنها انجام شود.

## مدیریت بسته‌ها
سابایون لینوکس مجهز به دو سیستم مدیریت بسته است. Portage که از سیستم عامل جنتو آماده است و Entropy که خود سابایون آن را توسعه می‌دهد. Portage کدهای مرجع را دانلود کرده و آنها را توجه به رایانهٔ کاربر کامپایل می‌کند در حالی که Entropy فایل‌های باینری را از مخزن دانلود می‌کند. این فایلها باینری ساخته شده در Entropy همگی به کمک کردهای مرجع جنتو ساخته می‌شوند از اینرو کاملاً با فایل‌های حاصل از Portage هماهنگی دارند و معمولاً نتیجهٔ کار یکی است. استفاده از این دو سیستم مدیریت بسته برای کاربران امکان استفادهٔ راحت و همزمان کدهای مرجع از منابع جنتو و فایل‌های باینری سابایون را فراهم می‌کند. در Entropy کاربرها می‌توانند به نرم‌افزارها امتیاز دهند و حتی به آنها عکس، فایل و نظر اضافه کنند تا راهنمایی برای سایر کاربران باشد. نرم‌افزار Rigo در حال حاضر نسخه GUI نرم‌افزار Entropy است (Rigo جایگزین Sulfur می‌باشد). هدف از طراحی Rigo سادگی و سرعت می‌باشد و در حال حاضر بیشتر وظایف Entropy (مانند به روز رسانی سیستم، جستجو بسته‌های نرم‌افزاری، نصب و پاک کردن نرم‌افزارها، امتیاز دهی به بسته‌ها و …) را در محیطی ساده و سریع انجام می‌دهند و به راحتی می‌توان آن را از مرجع‌های هفتگی سابایون دانلود کرد.

## نرم‌افزارها
سابایون معمولی به صورت پیش فرض معمولاً همراه با تعداد بسیار زیادی نرم‌افزار ارائه می‌شود از اینرو روی یک CD نمی‌توان نسخهٔ کامل آن را را رایت کرد اما در حد یک DVD کامل هم حجیم نیست. هنگام دانلود کاربر می‌توان بین محیط‌های گنوم، کی دی ای و Xfce انتخاب کند البته پس از نصب نیز می‌توان هر محیط کار دیگر را به راحتی از مرجع سابایون نصب و راه‌اندازی کرد. از سوی دیگر نرم‌افزار بسیاری در مخزن موجود هستند. بخش بسیار زیادی از نرم‌افزارهای ماکروسافت ویندوز به کمک نرم‌افزار wine در سابایون قابل اجرا شدن هستند. بسیار نرم‌افزارها مانند Adobe Reader, Audacity, Clementine, aMSN, Celestia, Eclipse, FileZilla, GnuCash, Google Earth, Inkscape, Kdenlive, Mozilla Firefox, Mozilla Sunbird, Mozilla Thunderbird, Nero Burning ROM, Opera, Picasa, Skype, Teamviewer, VirtualBox, Vuze and Wireshark در سابایون لینوکس موجود هستند، علاوه بر این بازی‌های رایگان بسیار مانند Doom 3، Eternal Lands, Nexuiz, OpenArena, Quake, Quake 2، Quake 3، Quake 4، Sauerbraten, The Battle for Wesnoth, Tremulous, Unreal, Unreal Tournament, Urban Terror, Vendetta Online, Warsow, Warzone 2100، Wolfenstein: Enemy Territory, World of Padman and Xonotic نیز در دسترس کابران قرار دارند.

## نصب و راه‌اندازی
سابایون به صورت سی دی‌های زنده (سیستم عامل بدون نیاز به نصب فقط با قرار دادن DVD در DVD-ROM یا اتصال USB Flash به USB و بوت کردن رایانه از روی DVD-ROM یا USB قابل اجرا خواهد بود. البته اگر کاربر بخواهد می‌تواند پس اجزای زندهٔ آن، سابایون را روی هارد دیسک رایانهٔ خود نصب کند تا بدون DVD یا USB Flash نیز اجرا شود. سابایون در هنگام نصب شدن از نرم‌افزار Anaconda installer استفاده می‌کند، البته در نسخه‌های قدیمی تر از Gentoo Linux Installer استفاده می‌شد. اساساً نگاه سابایون نصب بسیار ساده و دوری از پیچیدگی‌های نصب جنتو می‌باشد. اگر کاربر از DVD سابایون استفاده کند نصب با توجه به سرعت DVD-ROM حدود ۳۰ دقیقه طول خواهد کشید و اگر از USB Flash ایجاد شده به کمک نرم‌افزار Unetbootin استفاده کند این پروسه بسیار کوتاه‌تر خواهد شد.